# Coda (Album)
Coda ist das neunte Studio-Album der englischen Rock-Band Led Zeppelin. Nach dem Tod des Schlagzeugers John Bonham am 25. September 1980 löste sich die Band auf. Zwei Jahre später wurde Coda (Coda = italienisch für „Schwanz“ – damit wird der angehängte, ausklingende Teil des Musikstückes bezeichnet, der oft auch das ganze Werk zusammenfassende Charakterzüge trägt) veröffentlicht. Coda ist eine Compilation aus bislang bekannten, aber auch bisher unveröffentlichten Stücken.

## Einleitung
Der Led-Zeppelin-Bassist und -Keyboarder John Paul Jones äußerte sich in einem Interview mit Richie Yorke in dem Buch Led Zeppelin: Biografie einer Band zu dem Album:

„Damals konnte man wenig tun. Wir hatten nicht mehr allzu viele Tracks übrig – die, die wir hatten, waren ganz bestimmt gut genug für ein Album. Ich glaube, es waren gute Nummern – manche davon sind in der Zeit entstanden, als Punk gerade in voller Blüte stand. Sie passten nur nicht so gut auf In Through the Out Door. Wir hatten nach Album-Sessions fast immer Songs übrig, aber die meisten davon wurden später woanders verwendet. Wir hatten immer mehr Tracks, als wir für das jeweilige Album brauchten, und normalerweise waren es gute Nummern, sonst wurden sie gar nicht erst aufgenommen.“

Jimmy Page, Gitarrist und Produzent von Led Zeppelin, begann mit den Arbeiten an Coda, nachdem er den Soundtrack zu Michael Winners Film Der Mann ohne Gnade (Death Wish II) mit Charles Bronson beendet hatte. Es gab zwei Gründe für die Veröffentlichung des Albums:
1. Das Interesse der Fans an den Bootlegs mit unveröffentlichtem Material von Led Zeppelin.
2. Bei der Gründung von Swan Song Records 1974, dem Plattenlabel der Band, wurde vertraglich die Veröffentlichung von fünf Led-Zeppelin-Alben vereinbart. Und mit Coda wurde dieser Vertrag erfüllt.

Produziert wurde das Album in den Sol Studios in Cookham, Berkshire, England, die damals Jimmy Page gehörten.

## Die Lieder

### We’re Gonna Groove
Der Song ist nicht nur der Opener des Albums, sondern war auch die Eröffnungsnummer bei den UK, Europa und US Tourneen von Januar bis April 1970. Laut den Angaben am Cover wurde das Stück während der Sessions zu Led Zeppelin II in den Morgan Studios in London aufgenommen. Später wurde bestätigt, dass der Song vom Royal Albert Hall Konzert in London stammt, bei dem die Gitarrenparts neu aufgenommen wurden und der originale Gitarrenpart entfernt wurde.

### Poor Tom
Poor Tom stammt von den Sessions zu Led Zeppelin III und wurde im Juni 1970 in den Olympic Studios in London aufgenommen. Live wurde dieser Song nie gespielt.

### I Can’t Quit You Baby
Laut Angaben auf dem Cover des Albums wurde der Song während des Soundchecks für das Konzert in der Londoner Royal Albert Hall am 9. Januar 1970 aufgenommen. Aber auch hier wurde bestätigt, dass der Song wie We're Gonna Groove vom Konzert selbst stammt. Live wurde das Stück von 1968 bis zur 5. US Tournee gespielt. Danach kam er als Teil des Whole Lotta Love Medleys bei den Japan, UK und Europa Tourneen von 1972 bis 1973 zum Einsatz.

### Walter’s Walk
Aufgenommen im Mai 1972 bei den Session zu Houses of the Holy im Stargrove Studio in Berkshire. Live wurde der Song in dieser Form nie gespielt. Nur die Grundstruktur wurde bei der US Tournee 1972 während Dazed And Confused verwendet.

### Ozone Baby, Darlene und Wearing and Tearing
Diese drei Songs wurden während der Sessions zu In Through the Out Door im November 1978 aufgenommen. Alle drei Songs wurden von Led Zeppelin nie live gespielt. Wearing And Tearing wurde 1990 von Robert Plant und Jimmy Page bei den Silver Clef Awards im Knebworth Park in England erstmals gespielt. Anschließend wurde der Song von Robert Plant auf seiner USA-Live-Tournee 1990 gespielt. Des Weiteren tauchte er auch bei der Welttournee von Jimmy Page und Robert Plant 1995 in Amerika wieder auf, bei der auch Ozone Baby zu hören war.

### Bonzo’s Montreux
Bonzo’s Montreux wurde im September 1976 im Mountain Studio in Montreux aufgenommen. Dabei wurde ein Schlagzeug-Solo von John Bonham mit elektronischen Effekten von Jimmy Page gemischt.

## Cover
Das Cover wurde von Hipgnosis umgesetzt, einer Firma, die außer für Led Zeppelin unter anderem Cover für Pink Floyd, Wishbone Ash, AC/DC gestaltet hat. Die Vorderseite zeigt auf grauem Grund in großen grünen Buchstaben den Albumtitel CODA und darunter ebenfalls in grün den Bandnamen Led Zeppelin, der rot unterstrichen ist. Auf der Rückseite sind die Titel aufgeführt und auf der Unterseite ein Foto von zehn künstlichen angelegten Feldern in der Wüste, die vermutlich die zehn Led-Zeppelin-Alben symbolisieren sollen. Auf der Innenseite des Aufklappcovers finden sich Fotos der Band vom Beginn ihrer Karriere bis 1979.

## Titelliste
Seite 1
| #  | Titel                 | Komponist/en      | Länge |
| -- | --------------------- | ----------------- | ----- |
| 1. | We're Gonna Groove    | B.B.King/J.Bethea | 2:42  |
| 2. | Poor Tom              | J.Page/R.Plant    | 3:03  |
| 3. | I Can’t Quit You Baby | Willie Dixon      | 4:18  |
| 4. | Walter's Walk         | J.Page/R.Plant    | 4:31  |

Seite 2
| #  | Titel               | Komponist/en                      | Länge |
| -- | ------------------- | --------------------------------- | ----- |
| 1. | Ozone Baby          | J.Page/R.Plant                    | 3:35  |
| 2. | Darlene             | J.Bonham/J.P.Jones/J.Page/R.Plant | 5:07  |
| 3. | Bonzo's Montreux    | J.Bonham                          | 4:19  |
| 4. | Wearing And Tearing | J.Page/R.Plant                    | 5:32  |

CD Edition 1993
Bei der umfassenden remastered CD-Box Complete Studio Recordings und dem Definitive Collection Mini LP Replica CD-Boxset findet man auf Coda noch vier Bonus-Titel, die sich auf sonst keiner Ausgabe des Albums wieder finden.
| #   | Titel                            | Komponist/en                      | Länge |
| --- | -------------------------------- | --------------------------------- | ----- |
| 1.  | We're Gonna Groove               | B.B.King/J.Bethea                 | 2:42  |
| 2.  | Poor Tom                         | J.Page/R.Plant                    | 3:03  |
| 3.  | I Can't Quit You Baby            | Willie Dixon                      | 4:18  |
| 4.  | Walter's Walk                    | J.Page/R.Plant                    | 4:31  |
| 5.  | Ozone Baby                       | J.Page/R.Plant                    | 3:35  |
| 6.  | Darlene                          | J.Bonham/J.P.Jones/J.Page/R.Plant | 5:07  |
| 7.  | Bonzo's Montreux                 | J.Bonham                          | 4:19  |
| 8.  | Wearing And Tearing              | J.Page/R.Plant                    | 5:32  |
| 9.  | Baby Come On Home                | B.Berns/J.Page/R.Plant            | 4:30  |
| 10. | Travelling Riverside Blues       | R.Johnson/J.Page/R.Plant          | 5:11  |
| 11. | White Summer/Black Mountain Side | J.Page                            | 8:01  |
| 12. | Hey, Hey, What Can I Do          | J.Bonham/J.P.Jones/J.Page/R.Plant | 3:55  |

## Mitwirkende

### Led Zeppelin
- John Bonham – Schlagzeug, Gesang
- John Paul Jones – Bass, Keyboards
- Jimmy Page – akustische und elektrische Gitarre, Produktion
- Robert Plant – Gesang, Harmonika

### Zusätzliche Mitwirkende
- Barry Diament – Mastering (original Compact Disc Version)
- Stuart Epps – Tonmischung
- Peter Grant – Produzent, Ausführender Produzent
- Andy Johns – Tonmischung
- Eddie Kramer – Tonmischung
- Vic Maile – Tonmischung
- George Marino – remastered Compact Disc Version
- Leif Mases – Tonmischung
- John Timperley – Tonmischung